# Halmstads BK
Halmstads BK sau HBK este un club de fotbal din Halmstad, sud-vestul Suediei. Clubul a fost fondat la 6 martie 1914, iar actualmente participa în prima ligă suedeză - Allsvenskan. A câștigat în istoria sa 4 titluri de campioană și o Cupă a Suediei.

## Palmares
- Campioana Suediei (4): 1976, 1979, 1997, 2000
- Cupa Suediei (1): 1994–95

## Jucatori notabili
Criterii:

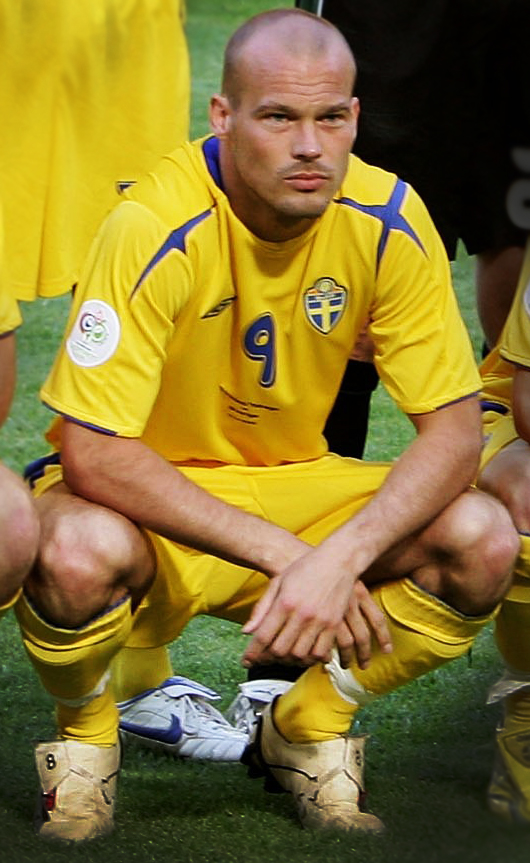
Fredrik Ljungberg

- a jucat in 250 sau mai multe meciuri din Allsvenskan pentru club,[2] sau
- a castigat Guldbollen,[3] sau
- a adunat cel putin 50 de selectii pentru echipa nationala

| Nume                 | Perioada  | Meciuri | Goluri | Guldbollen | Echipa nationala               |
| -------------------- | --------- | ------- | ------ | ---------- | ------------------------------ |
| Torbjörn Arvidsson   | 1989–2005 | 306     | 22     |            |                                |
| Tommy Jönsson        | 1989–2005 | 304     | 29     |            |                                |
| Håkan Svensson       | 1990–2002 | 253     | 0      |            |                                |
| Fredrik Ljungberg    | 1994–1998 | 79      | 10     | 2002 2006  | 75 de meciuri pentru Suedia    |
| Mikael Nilsson       | 2000–2004 | 103     | 17     |            | 64 de meciuri pentru Suedia    |
| Niclas Alexandersson | 1989–1995 | 157     | 29     |            | 109 de meciuri pentru Suedia   |
| Artim Šakiri         | 1997–1998 | 43      | 8      |            | 75 de meciuri pentru Macedonia |
| Yaw Preko            | 2004–2005 | 49      | 11     |            | 68 de meciuri pentru Ghana     |
| Tomas Žvirgždauskas  | 2002–2011 | 211     | 6      |            | 56 de meciuri pentru Lituania  |